# Marymont-Ruda

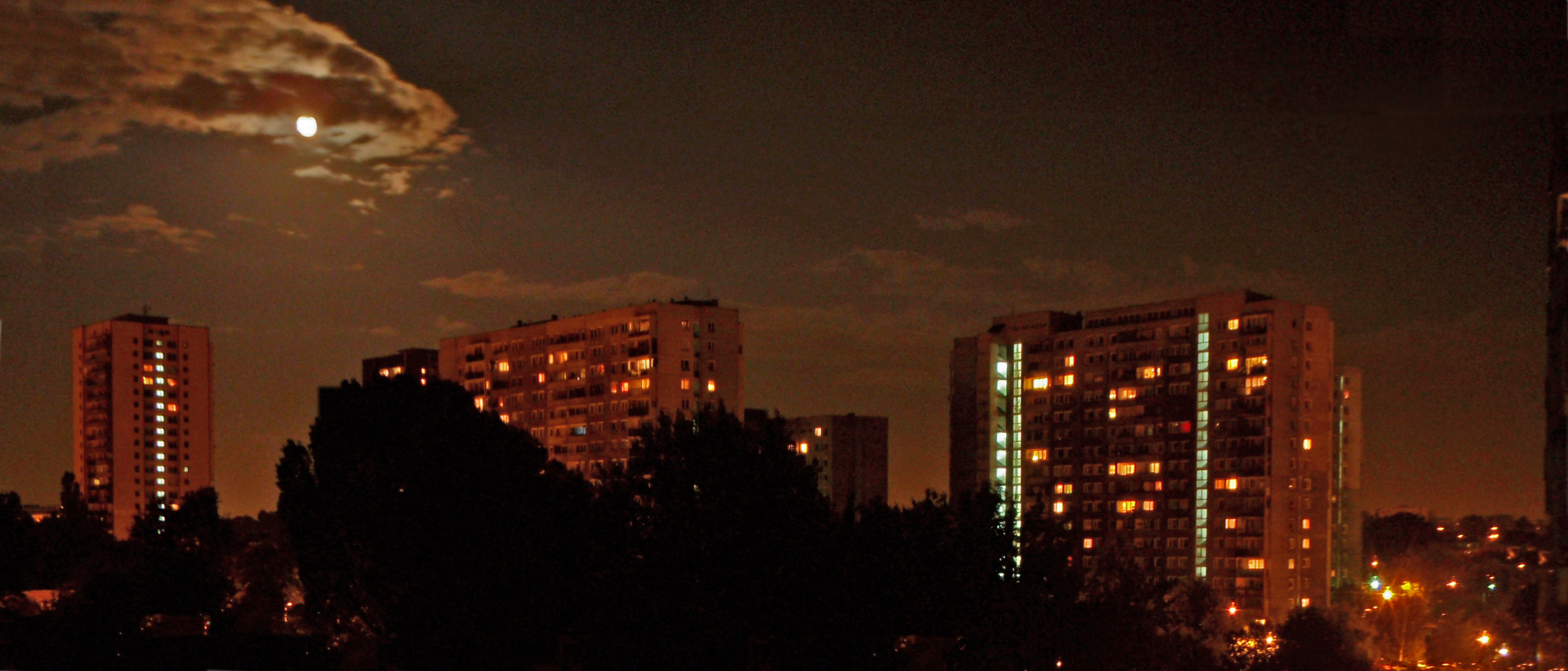
Widok na osiedle w nocy

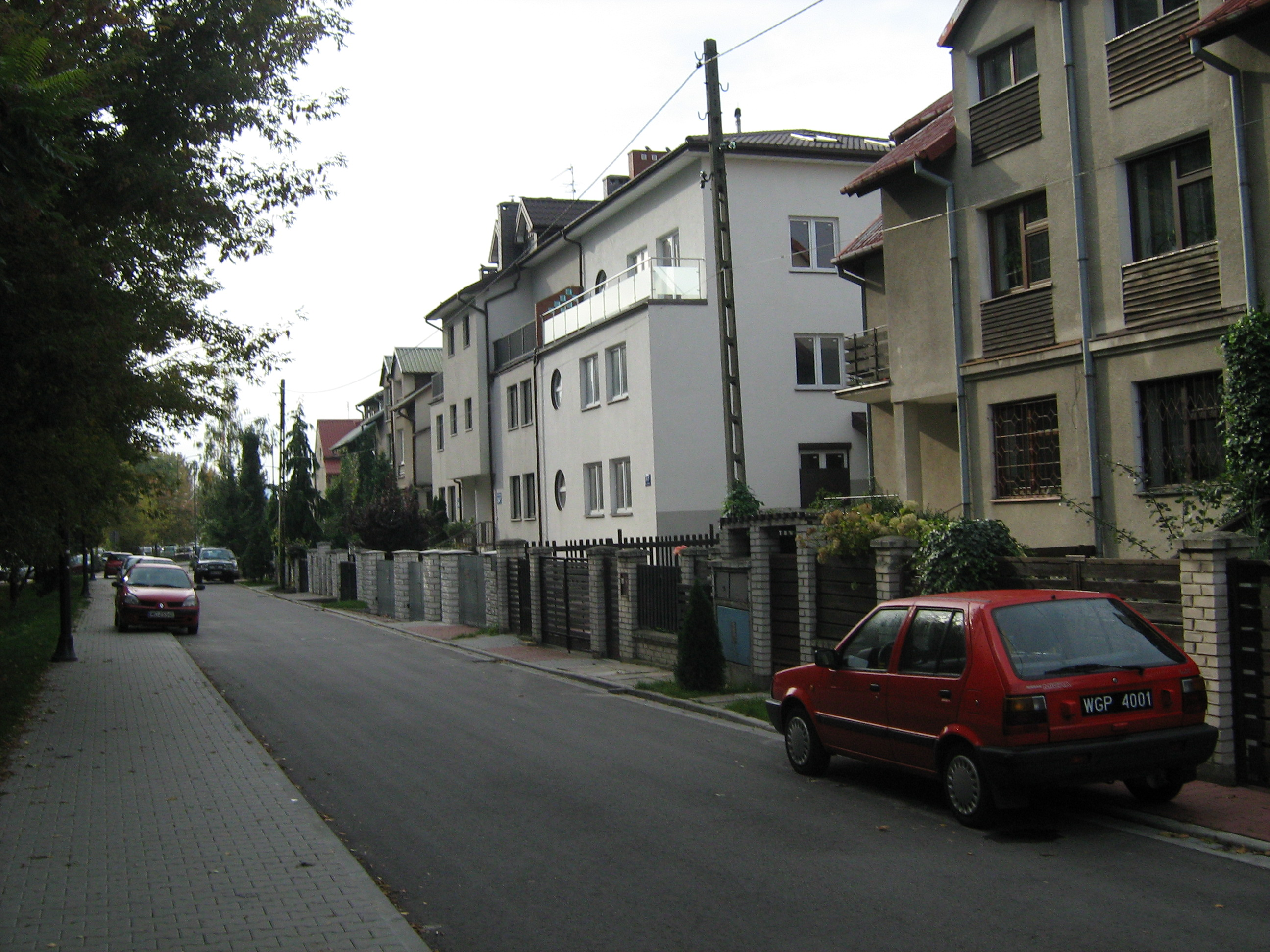
Okolice skrzyżowania ulic Klaudyny i Podleśnej

Marymont-Ruda – obszar MSI w dzielnicy Bielany w Warszawie. Obejmuje on tereny na wschód od ul. Klaudyny do Wisły tj. osiedle Ruda, ogródki działkowe na dawnej Kępie Majorackiej, park nad Łachą Potocką (zwyczajowa nazwa to „Kanałek”), łęgi za Wisłostradą do Wisły, włącznie z fragmentem rzeki, oraz tereny dawnej Rudy Evansa (dziś między innymi os. Imaginarium).

## Położenie
Obszar Marymont-Ruda według MSI położony jest pomiędzy:
- al. Armii Krajowej i most Grota-Roweckiego z dojazdami od południa,
- rzeką Wisłą od wschodu,
- ul. Gwiaździstą i Podleśną od północy,
- ul. Klaudyny od zachodu.

Nazwa Marymont przyjęta jest dla tego rejonu nieco na wyrost – obszar ten to dawna osada i folwark Ruda, o nieco starszej metryce niż sam Marymont, rozciągający się głównie po drugiej stronie trasy AK (po dzisiejszej bielańskiej stronie mieścił się tylko zwierzyniec). Jest to nazwa o tyle myląca, że właściwy Marymont znajduje się obecnie w dzielnicy Żoliborz. Jednak co najmniej od lat 20. XX w. na mapach miasta nazwa „Marymont” widnieje w wielokącie ulic Rudzkiej, Gdańskiej, Twardowskiego (dziś trasa AK) i Marii Kazimiery (dzisiejszy końcowy bieg ul. Mickiewicza) a więc odpowiada dzisiejszej etymologii – Marymont-Kaskada i właśnie Marymont-Ruda.

## Historia
- 1412 – pierwsza wzmianka o Rudnym Młynie nad rzeką Rudawką,
- 1639 – Władysław IV Waza przekazuje wieś Ruda na uposażenie klasztoru oo.kamedułów. W dokumencie wymieniany jest młyn nad stawem spiętrzonym na Rudawce,
- 1771 – 3 listopada konfederaci barscy po porwaniu króla Stanisława Augusta Poniatowskiego, udali się prawdopodobnie w okolice folwarku Ruda. Król więziony w jednym z młynów został uwolniony następnego dnia,
- 1818 – Ruda przechodzi na własność Instytutu Agronomicznego,
- 1916 – włączenie Rudy do Warszawy,
- lata 70. XX w. – rozpoczyna się budowa blokowiska – obecnego os. Ruda – według projektu Zdzisława Łuszczyńskiego. Na wschód od ul. Klaudyny zostaje zniszczona większa część dawnej siatki ulic i zabudowy (szczątkowe dawne zabudowania to budynek administracji SB-M „Ruda” oraz pustostany na parkingach w środkowej części osiedla),
- 16 czerwca 1994 – włączenie do gminy Bielany, w 2002 dzielnicy Bielany.